# Andrea Aguilera
Andrea Victoria Aguilera Paredes (sinh ngày 27 tháng 4 năm 2001) là một người mẫu và nữ hoàng sắc đẹp người Ecuador, đăng quang Hoa hậu Siêu quốc gia 2023, khiến cô trở thành người Ecuador đầu tiên đăng quang Hoa hậu Siêu quốc gia.
Cô trước đó đã đăng quang Hoa hậu Hòa bình Ecuador 2021 và đại diện cho Ecuador tại cuộc thi Hoa hậu Hòa bình Quốc tế 2021, nơi cô giành ngôi vị Á hậu 1.

## Tiểu sử
Aguilera sinh ra ở Ventanas, Ecuador vào ngày 27 tháng 4 năm 2001. Ngoài Ventanas và Guayaquil, cô còn sống ở các vùng khác của Ecuador, bao gồm cả Quito và Cuenca.  Aguilera đại diện cho tỉnh của cô ấy trong một số cuộc thi sắc đẹp ở đất nước của cô ấy. Cô đang theo học ngành y tại Đại học Guayaquil vào năm 2021, nhưng đã tạm dừng nỗ lực học tập để tranh tài cho Miss Grand International 2021. Sau cuộc thi, Aguilera tham gia mùa thứ sáu của Soy el Mejor 2022, nhưng rời chương trình thực tế sau hai lần xuất hiện, do với ba giám khảo đưa ra những nhận xét xúc phạm về việc cô tham gia Hoa hậu Hòa bình Quốc tế. Năm 2022, Aguilera tiếp tục việc học của mình, theo đuổi bằng cử nhân Kinh doanh Quốc tế tại Đại học Chuyên ngành Holy Spirit.

## Cuộc thi sắc đẹp

### Reina de Los Rios 2019
Aguilera bắt đầu sự nghiệp thi hoa hậu của mình vào năm 2018 sau khi cô giành quyền đại diện cho Ventanas trong cuộc thi truyền thống của tỉnh mình, Reina de Los Rios. Aguilera tham gia vào ngày 16 tháng 9, nơi cô được công bố là thí sinh. Vào ngày 27 tháng 9 năm 2019, Aguilera đã giành chiến thắng trong cuộc thi cấp tỉnh.

### Hoa hậu Trái đất Ecuador 2019
Trước khi thi đấu tại Reina de Los Rios. Aguilera tham gia cuộc thi quốc gia Hoa hậu Trái Đất, nơi cô kết thúc với danh hiệu Hoa hậu Trái đất Ecuador - Lửa (Á hậu 3), trong đêm chung kết. 

### Hoa hậu Hòa bình Ecuador 2021
Aguilera quyết định trở lại vào năm 2021 và cạnh tranh danh hiệu. Cô là một trong sáu thí sinh tham gia phần đầu tiên của Hoa hậu Hòa bình Ecuador 2021.
Vào ngày 26 tháng 6 năm 2021, cô đại diện cho Los Rios tại Hoa hậu Hòa bình Ecuador 2021 trên TC Televisión ở Guayaquil, Ecuador, nơi cô lọt vào Top 3 và sau đó được xướng tên là người chiến thắng, vượt qua 5 ứng cử viên khác.

### Hoa hậu Hòa bình Quốc tế 2021
Là Hoa hậu Hòa bình Ecuador, Aguilera giành quyền đại diện cho Ecuador tại cuộc thi Hoa hậu Hòa bình Quốc tế 2021. Ngày 4 tháng 12, tại đêm chung kết, Aguilera lọt vào Top 20. Sau đó, ở phần thi áo tắm cô lọt vào Top 10. Sau phần thi Trang phục dạ hội và Bài phát biểu, Aguilera thẳng tiến vào Top 5. Sau đó và một số cuộc phỏng vấn do tỷ số hòa, cuối cùng cô ấy đã giành được vị trí Á hậu 1, khiến cô ấy trở thành người Ecuador đầu tiên đạt được vị trí cao nhất lần đầu tiên trong cuộc thi nói trên.

### Hoa hậu Siêu quốc gia 2023
Tháng 3 năm 2023, Aguilera được bổ nhiệm và đăng quang Hoa hậu Siêu quốc gia Ecuador. Cô đại diện cho Ecuador tại Nowy Sacz, Ba Lan và giành danh hiệu Hoa hậu Siêu quốc gia 2023. Aguilera là người Ecuador đầu tiên đăng quang trong lịch sử cuộc thi Hoa hậu Siêu quốc gia.